# 瓦格纳-约雷格反应
瓦格纳-约雷格反应（英語：Wagner-Jauregg reaction）是两分子顺丁烯二酸酐与1,1-二芳基乙烯发生狄尔斯–阿尔德反应，一个芳基的芳香性被破坏（另一个芳基的活化作用），形成的双加合物在脱氢试剂作用下芳构化为1-芳基萘。经过瓦格纳-约雷格反应，由1-苯基-1-萘基乙烯可得到1,1-联二萘。此反应以化学家西奥多·瓦格纳-约雷格（Theodor Wagner-Jauregg）的名字命名。
下图是瓦格纳-约雷格反应的例子之一：其中，硫单质被作为高温下的芳构化试剂，而氢氧化钡和铜则作为脱羧试剂：

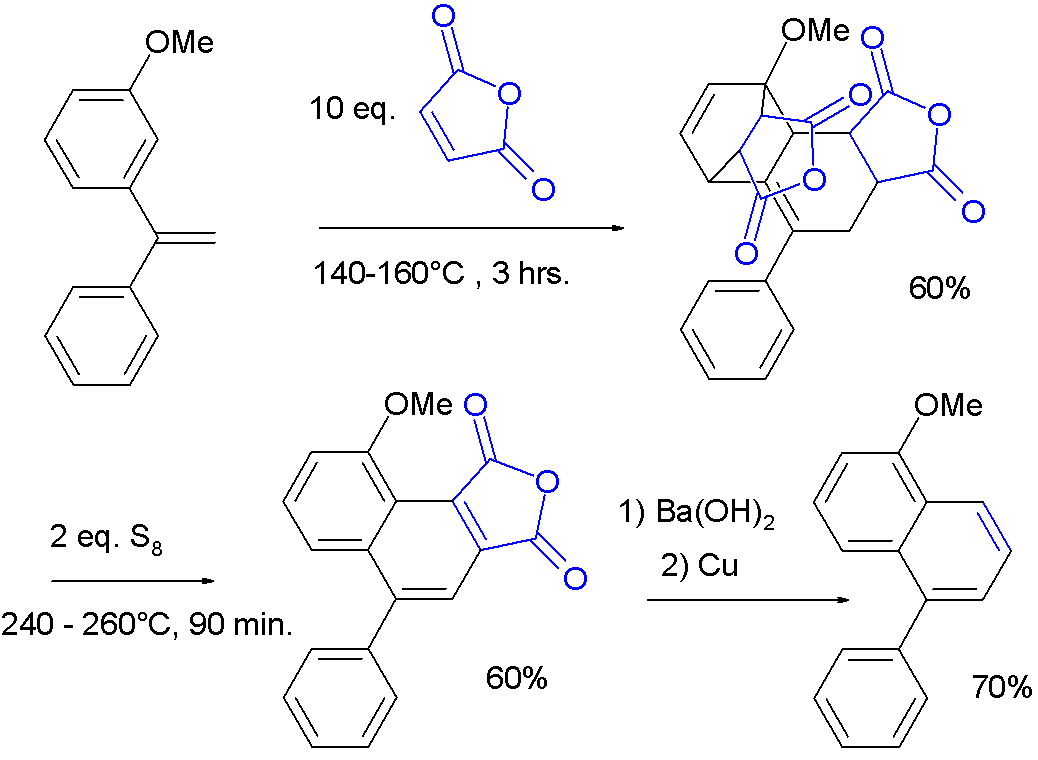
瓦格纳-约雷格反应在实际应用中的例子。